# Острово (Крупський район, Нацька сільська рада)
Острово (біл. вёска Вострава) — село в складі Крупського району Мінської області, Білорусь. Село підпорядковане Ігрушківській сільській раді, розташоване в східній частині області.
Рішенням Мінської обласної ради депутатів від 28 травня 2013 року, щодо змін адміністративно-територіального устрою Мінської області, село Острово, уже колишньої Нацької сільської ради, підпорядковане Ігрушківській сільській раді.